# Circolo Tennis L'Aquila
Il Circolo Tennis L'Aquila è un impianto sportivo dell'Aquila, che comprende 6 campi da tennis, di cui 3 in terra rossa, 2 in durflex e 1 in erba. 
Il circolo fu fondato nel 1930, mentre la struttura fu realizzata nel 1934 e successivamente intitolata alla memoria del tennista aquilano Giuseppe "Peppe" Verna. Ospita annualmente gli Internazionali di Tennis Città dell'Aquila, torneo compreso nel circuito Challenger.

## Storia
Il Circolo Tennis L'Aquila è il più antico circolo tennistico d'Abruzzo, nonché uno dei più antichi d'Italia, essendo stato fondato nel 1930 a completamento di un percorso pluridecennale di crescita del tennis nell'aquilano. Già all'inizio del XX secolo partite di lawn-tennis si svolgevano nell'area della Villa comunale mentre, al periodo della fondazione del circolo, il tennis veniva praticato all'interno del Collegio dei Gesuiti.
Nel 1931 il circolo si trasferì nelle strutture dell'istituto Regina Elena, all'Emiciclo, e nel 1932 il campo aquilano ospitò i campionati italiani assoluti di tennis dell'Opera Balilla. Finalmente, nel 1934, all'indomani dell'ultimazione dello stadio del Littorio (oggi "Tommaso Fattori"), il circolo si stabilì definitivamente nell'area adiacente al nuovo campo da calcio.
Il circolo è oggi parte di un vasto complesso sportivo che comprende, oltre allo stadio, la piscina comunale e il palazzetto dello sport. Dall'inizio del 2020 l'intero impianto è oggetto di lavori di riqualificazione generale, del costo di 400.000 euro.

## Struttura
Il circolo dispone di un ingresso principale su viale Ovidio ed un ingresso secondario su viale Gran Sasso. All'interno del complesso vi sono 3 campi da gioco in terra rossa:
- campo centrale, dotato di tribuna principale, parterre e gradinata laterale per un totale di 400 posti a sedere;
- grandstand;
- campo n. 1;

Vi sono inoltre 2 campi da gioco in durflex e 1 campo polivalente in erba. Il complesso inoltre comprende una club house, un ristorante-bar e un locale spogliatoi.

## Squadra affiliata
Il Circolo Tennis L'Aquila dispone di una squadra affiliata che disputa i campionati italiani di tennis. Nel 2019-2020 la squadra disputa il campionato di Serie B.